# Камидана
Камидана (яп. 神棚, «полка для ками») — в традиционных японских домах — семейный синтоистский алтарь. На алтаре располагаются амулеты из святилищ и деревянные таблички с именами предков.

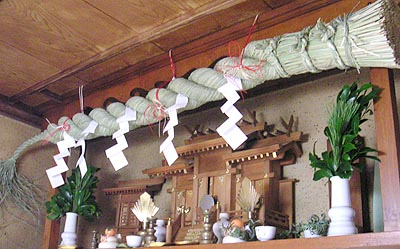
Камидана

Камидана может выглядеть как миниатюрный храм и быть как маленькой (с одной дверцей), так и большой, с более чем пятью дверцами и сложной крышей. На камидана висит верёвка симэнава, что символизирует священность этого места. Как правило, на камидана располагаются миниатюрное святилище (яп. 宮形 миягата), амулет (офуда) из храма Исэ, священное зеркало (яп. 神鏡 синкё) и ветви сакаки. Кроме того, на него ежедневно ставят подношения в виде сакэ, риса, соли; иногда подносят фрукты и овощи, приготовленную еду и цветы. Получил широкое распространение лишь в период Эдо. Обычно смотрит на юг или восток. В зависимости от местных традиций, камидана могут располагать как во внутренней комнате, так и в гостиной. Традиция устраивать подобные святилища связана с культом предков.
Так как предметы, помещаемые в камидана, были освящены в храме, считается, что в них находится частица души соответствующего божества.
Кроме частных домов, камидана иногда устанавливают в традиционных ресторанах, додзё японских боевых искусств и хэях сумо, и на железнодорожных станциях, чтобы добиться покровительства ками.